# Flying Finn
Flying Finn war eine finnische Billigfluggesellschaft mit Sitz in Helsinki.
Flying Finn wurde 2002 gegründet und nahm am 16. März 2003 den Flugbetrieb auf. Sie bot mit zwei Flugzeugen Flüge im Billigflugsegment ab Helsinki, Oulu, Rovaniemi, Kuopio und London Stansted an. Im Januar 2004 bekam Flying Finn Schwierigkeiten mit dem Leasinggeber ihrer Flugzeuge, der die Leasingverträge ihrer Flugzeuge auflösen wollte, sowie der Luftfahrtbehörde, die dem Unternehmen die Betriebsgenehmigung entziehen wollte. Gründe waren nicht bezahlte Rechnungen sowie Schulden. Daraufhin wurden die Flüge nach London gestrichen. Die Einstellung des Gesamtnetzes folgte nur kurze Zeit später am 27. Januar 2004.

## Flotte
(Stand: Januar 2004)
- 2 McDonnell Douglas MD-83